# ユリウス・ファルケンシュタイン (探検家)

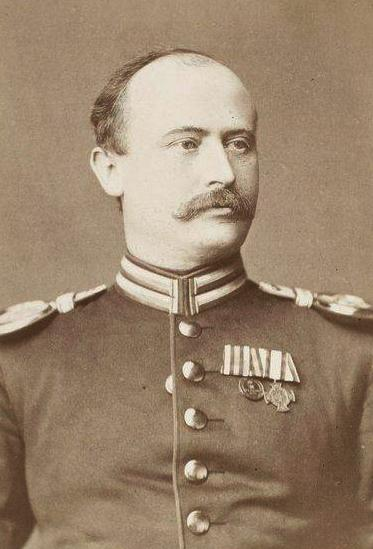
ユリウス・ファルケンシュタイン

ユリウス・ファルケンシュタイン（Julius Falkenstein、1842年7月1日 - 1917年7月1日）は、ドイツの探検家、医師。ベルリン出身。

## 略歴
ベルリンで開業医の息子として生まれた。ベルリンのフランス語高校を卒業した後、軍医養成学校で医学を学び、動物学も学んだ。1863年に学生のまま軍務に配属され、普墺戦争に補助医師として参加した。1867年に軍医養成学校を卒業し、国家試験に合格し、医学博士号を伝染病の研究で取得した。普仏戦争にも軍医として参加した。
1873年にドイツ・アフリカ協会（Deutsch Afrikanischen Gesellschaft）が資金を出して行われたパウル・ギュスフェルト（Paul Güssfeldt）が率いるロアンゴ王国（コンゴにあった王国)の探検隊のメンバーに選ばれた。ギュスフェルトとの合流は遅れたが、この探検では、貴重な標本を持ち帰った他、ヨーロッパに生きた状態で連れてこられた2頭目のゴリラ、"M’Pungu"を連れ帰った。探検後はベルリンで暮らし、探検の成果をまとめるのに協力した。その後も軍医として昇進した。

## 著作
- Afrikanisches Album, die Loangoküste in 72 Originalphotographien, nebst Text, Berlin 1876
- Über das Verhalten der Haut in den Tropen (in Virchows "Archiv" 1877)
- die zweite Abteilung des Werkes der Loango-Expedition, Leipzig 1879
- Ärztlicher Ratgeber für Seeleute, Kolonisten etc., 2. Auflage, Berlin 1883
- Die Zukunft der Congo- und Guineagebiete, Weimar 1884
- Afrikas Westküste vom Ogowe bis zum Damara-Land, Leipzig 1885